# Ulica Romana Sanguszki w Warszawie
Ulica Romana Sanguszki – ulica warszawskiego Nowego Miasta biegnąca od ul. Wybrzeże Gdańskie do ul. Zakroczymskiej.

## Historia
Wytyczona w roku 1919 na dawnych terenach esplanady Cytadeli Warszawskiej
i Fortu Władimira, jako fragment ul. Konwiktorskiej. W roku 1925 wokół fortu po częściowym splantowaniu jego ziemnych umocnień utworzono park Romualda Traugutta. W latach 1926–1929 przy ulicy wybudowano funkcjonalistyczny gmach Polskiej Wytwórni Papierów Wartościowych, według projektu Antoniego Dygata. Nazwa ulicy została nadana w 1930 roku.
W 2010 przy ulicy (w pobliżu skrzyżowania z Wisłostradą) odsłonięto instalację Rozdroże 2010 –  cztery rzeźby Magdaleny Abakanowicz.

## Ważniejsze obiekty
- Fort Legionów Cytadeli Warszawskiej
- Park Romualda Traugutta
- Kompleks Polskiej Wytwórni Papierów Wartościowych
- Multimedialny Park Fontann